# Reinoudina de Goeje
Reinoudina de Goeje, írói nevén Agatha (Lippenhuizen, 1833. április 9. – Rotterdam, 1893. február 6.) holland írónő, számos gyermekkönyv szerzője.

## Élete
Pieter de Goeje (1806–1854) és Wilhelmina Bernardina Schilling (1810–1872) leánya. Édesapja halála után a család Leidenbe költözött, ahol Reinoudina a háztartásban segédkezett, a kiadásai fedezésébe való besegítés gyanánt elkezdett műveket fordítani. 1860-ban már Agatha néven jelentette meg első ifjúsági regényeit: Eind goed, al goed. Drie kleine vertellingen (Haarlem, 1860) és Het theesalet van Pieteloet (Amszterdam, 1860). 1870-ben az Ons Streven című hetilap szerkesztője lett. 1872-ben, édesanyja halála után Marianne nevű húgával Rotterdamba költözött. Ezután már cikkeit és műfordításait is Agatha név alatt adta ki, franciából, németből és angolból fordított.
- Brieven van een poes
- De genius van het kransje
- De herberg in het Spessart-Gebergte
- Jan en Bertha
- Kijk eens zus! Praatjes bij plaatjes
- Sint-Nicolaasavond
- Vertellingen uit den Bijbel
- Het theesalet van Pieteloet, 1860
- De dochter van den kozak. Een historisch verhaal voor meisjes, 1861
- Blinde Maarten, 1864 körül
- Eva Strooveld, 1865
- Kleine Nelly, 1865 körül
- De genius van het kransje, 1867
- De kinderen van 't woud, 1868
- De partij van Fidel en Fidelia, 1870
- Eva's bal, 1870
- Fidel en zijn kameraadjes, 1870-1880 körül
- Line's verjaardag, 1870
- Lucie en hare moeder, 1870
- Broertjes en zusjes. Voor jonge kinderen, 1872
- De kleine Jo, 1872
- Moeder's raad, 1872 körül
- Reintje de Vos, 1872
- Leonie en Elise. Een verhaal voor jonge dames, 1873
- Prettige daagjes, 1873 körül
- Prins vriendelijk, 1873
- De roodborstjes, 1874
- De olifanten en de muisjes, 1876
- De dochter van den kozak. Een historisch verhaal voor meisjes, 1878 (harmadik kiadás)
- Eene wandeling langs de kermis, 1880
- De karavaan, 1887
- Het gezadelde paard, 1887
- Cornelia's dierenboek, 1889 körül
- Jan Goedbloed te paard, 1890 körül
- De pleegdochter van den goochelaar, 1891
- Voor ieder wat. Vertellingen voor jongens en meisjes, 1891
- Vertellingen uit den Bijbel, 1895 (második kiadás)
- De herberg in het Spessart-Gebergte, 1897 (második kiadás)
- De genius van het kransje, 1909 (negyedik kiadás)
- Jan en Bertha, 1909 (harmadik kiadás)
- Als 't buiten regent, 1910-1920 körül
- Kijk eens zus! Praatjes bij plaatjes, 1910 körül (harmadik kiadás)
- Vaders verjaardag, 1913
- Brieven van een poes, 1914 (negyedik kiadás)
- Broertjes en zusjes, 1915
- De pleegdochter van den goochelaar, 1917 körül
- Sint-Nicolaasavond, 1919 (második kiadás)
- Op papa's knie. Praatjes bij plaatjes, 1922
- Vertel eens wat. Praatjes bij plaatjes, 1923
- De genius van het kransje, 1929 (negyedik kiadás)

## Műfordításai
- Mooi Elsje (1874)
- Frida en haar nichtjes (1878)
- Robinson Crusoë (1893)
- Roodkapje (1893)
- Frida en haar nichtjes (1902)
- Frida en haar nichtjes (1922)
- Frida en haar nichtjes (1930)
- Robinson Crusoë (1900–1910 körül)